# Epic Games
Epic Games је амерички развијач видео-игара и софтвера као и издавач видео-игара са седиштем у Керију у Сједињеним Државама. Компанију је основао Тим Свини под називом „Potomac Computer Systems” 1991. године у Потомаку.
Epic Games развија Unreal енџин, комерционално доступан енџин који такође покреће њихове видео-игре, као што је Fortnite и серијале Unreal, Gears of War и Infinity Blade. Године 2014, Unreal енџин проглашен је за најбољи играни енџин од стране Гинисове књиге рекорда.
Epic Games поседује развијаче Chair Entertainment и Psyonix, као и развијач софтвера Cloudgine. Послује са истоименим подстудијима у Сијетлу, Берлину, Јокохами и Сеулу. Иако је Свини већински деоничар, кинеска компаније Tencent стекла је 48,4% неизмерног улога, што износи 40% целе компаније Epic. Након објављивање популарне игре Fortnite Battle Royale 2017. године, компаније је стекла додатне инвестиције које су омогућиле да прошире понуде свог Unreal енџина, успоставе е-спорт турнире око Fortnite-а и лансирају Epic Games Store. Од 2018, предузеће поседује вредност од око 15 милијарди долара.